# 706-os busz
A 706-os busz egy Ercsin belül közlekedő autóbusz-vonal. A Vasútállomás és a Vásártér megálló között között közlekedik, a vonalat a MÁV Személyszállítási Zrt. üzemelteti.

## Útvonala
A buszjárat csak Ercsin belül közlekedik, egyfajta helyi járatként. 
Megállói:
- Ercsi, vasútállomás
- Ercsi, vasútállomás bejárati út
- Ercsi, Budai Nagy Antal u.
- Ercsi, Dózsa György út
- Ercsi, tiszti klub
- Ercsi, Posta
- Ercsi, áruház
- Ercsi, Temető utca
- Ercsi, vásártér